# Uber Cup
De Uber Cup geldt als het officieuze wereldkampioenschap voor vrouwelijke landenploegen in het badminton. Het evenement dankt zijn naam aan bedenker Betty Uber, die vond dat er voor vrouwen een toernooi vergelijkbaar met de sinds 1949 gehouden Thomas Cup voor mannenteams moest komen. Acht jaar later won de vrouwenploeg van de Verenigde Staten de eerste Uber Cup.

## Opzet
De Uber Cup werd van 1957 tot 1984 om de drie jaar gehouden. Het toernooi vindt sinds dat moment tegelijkertijd met de Thomas Cup om de twee jaar plaats. Het evenement wordt sinds die tijd ook wel Thomas & Uber Cup genoemd, omdat de eindfases zich gelijktijdig afspelen.

### Huidige opzet (vanaf 2014)
- Aan de eindronde nemen zestien landen deel, die zich plaatsen op basis van de wereldranglijst voor landen.
- De zestien landen worden in vier poules van vier landen verdeeld, die ieder één keer tegen de andere landen uit hun groep spelen. Ieder duel bestaat uit vijf partijen (driemaal enkelspel, tweemaal dubbelspel) die één punt per stuk opleveren, zowel in de groepswedstrijden als in het vervolg van het toernooi.
- De beste twee landen van elke poule plaatsen zich voor de kwartfinales.
- In de kwartfinales speelt iedere nummer één uit de poulefase tegen een nummer twee uit de poulefase. Zowel de kwart-, halve- als hele finale wordt gespeeld volgens het knock-outsysteem.

### Van 2010 tot 2012
- Aan de eindronde nemen twaalf landen deel, die zich daarvoor eerst in hun eigen regio (Afrika, Azië, Noord- en Zuid-Amerika, Europa of Oceanië) plaatsen.
- De laatste twaalf worden in vier poules van drie landen verdeeld, die ieder één keer tegen de andere landen uit hun groep spelen. Ieder duel bestaat uit vijf partijen (driemaal enkelspel, tweemaal dubbelspel) die één punt per stuk opleveren, zowel in de groepswedstrijden als in het vervolg van het toernooi.
- De beste twee landen van elke poule plaatsen zich voor de kwartfinales.
- In de kwartfinales speelt iedere nummer één uit de poulefase tegen een nummer twee uit de poulefase. Zowel de kwart-, halve- als hele finale wordt gespeeld volgens het knock-outsysteem.

### Van 2004 tot 2008
- Aan de eindronde nemen twaalf landen deel, die zich daarvoor eerst in hun eigen regio (Afrika, Azië, Noord- en Zuid-Amerika, Europa of Oceanië) plaatsen.
- De laatste twaalf worden in vier poules (A, B, C en D) van drie landen verdeeld, die ieder één keer tegen de andere landen uit hun groep spelen. Ieder duel bestaat uit vijf partijen (driemaal enkelspel, tweemaal dubbelspel) die één punt per stuk opleveren, zowel in de groepswedstrijden als in het vervolg van het toernooi.
- De vier nummers een van de poules plaatsen zich voor de kwartfinales.
- De nummers twee en drie uit iedere poule spelen tegen de nummers twee en drie uit de andere poules om nog vier plaatsen in de kwartfinales. A2 speelt tegen B3, B2 tegen A3, C2 tegen D3 en D2 tegen C3.
- In de kwartfinales speelt iedere nummer één uit de poulefase tegen een ploeg die zich via de kruisfinales geplaatst heeft. Zowel de kwart-, halve- als hele finale wordt gespeeld volgens het knock-outsysteem.

### Van 1984 tot 2002
- Aan de eindronde nemen acht landen deel.
- De beste twee landen van elke poule plaatsen zich voor de halve finales.
- Van 1984 tot en met 1988 wordt er ook een wedstrijd voor de derde plaats gespeeld.

Het systeem waarin iedere ontmoeting tussen twee landen uit vijf partijen bestaat, is er sinds 1984. Van 1957 tot en met 1978 bestond een ontmoeting uit zeven partijen, in 1981 uit negen.

## Jaargangen
| Editie | Jaar | Organiserende stad | Land             |
| ------ | ---- | ------------------ | ---------------- |
| I      | 1957 | Lancashire         | Engeland         |
| II     | 1960 | Philadelphia       | Verenigde Staten |
| III    | 1963 | Wilmington         | Verenigde Staten |
| IV     | 1966 | Wellington         | Nieuw-Zeeland    |
| V      | 1969 | Tokio              | Japan            |
| VI     | 1972 | Tokio              | Japan            |
| VII    | 1975 | Jakarta            | Indonesië        |
| VIII   | 1978 | Auckland           | Nieuw-Zeeland    |
| IX     | 1981 | Tokio              | Japan            |
| X      | 1984 | Kuala Lumpur       | Maleisië         |

| Editie | Jaar | Organiserende stad | Land      |
| ------ | ---- | ------------------ | --------- |
| XI     | 1986 | Jakarta            | Indonesië |
| XII    | 1988 | Kuala Lumpur       | Maleisië  |
| XIII   | 1990 | Tokio              | Japan     |
| XIV    | 1992 | Kuala Lumpur       | Maleisië  |
| XV     | 1994 | Jakarta            | Indonesië |
| XVI    | 1996 | Hongkong           | Hongkong  |
| XVII   | 1998 | Hongkong           | Hongkong  |
| XVIII  | 2000 | Kuala Lumpur       | Maleisië  |
| XIX    | 2002 | Guangzhou          | China     |
| XX     | 2004 | Jakarta            | Indonesië |

| Editie | Jaar | Organiserende stad | Land      |
| ------ | ---- | ------------------ | --------- |
| XXI    | 2006 | Tokio              | Japan     |
| XXII   | 2008 | Jakarta            | Indonesië |
| XXIII  | 2010 | Kuala Lumpur       | Maleisië  |
| XXIV   | 2012 | Wuhan              | China     |
| XXV    | 2014 | New Delhi          | India     |
| XXVI   | 2016 | Kunshan            | China     |
| XXVII  | 2018 | Bangkok            | Thailand  |

## Winnaars
| Jaar | Winnaar          | Zilver           | Brons                       |
| ---- | ---------------- | ---------------- | --------------------------- |
| 1957 | Verenigde Staten | Denemarken       | India                       |
| 1960 | Verenigde Staten | Denemarken       | Nieuw-Zeeland               |
| 1963 | Verenigde Staten | Engeland         | Indonesië                   |
| 1966 | Japan            | Verenigde Staten | Engeland                    |
| 1969 | Japan            | Indonesië        | Engeland                    |
| 1972 | Japan            | Indonesië        | Nieuw-Zeeland Denemarken    |
| 1975 | Indonesië        | Japan            | Canada Engeland             |
| 1978 | Japan            | Indonesië        | Verenigde Staten Denemarken |
| 1981 | Japan            | Indonesië        | Engeland Canada             |
| 1984 | China            | Engeland         | Zuid-Korea                  |
| 1986 | China            | Indonesië        | Zuid-Korea                  |
| 1988 | China            | Zuid-Korea       | Indonesië                   |
| 1990 | China            | Zuid-Korea       | Indonesië Japan             |
| 1992 | China            | Zuid-Korea       | Zweden Indonesië            |
| 1994 | Indonesië        | China            | Zweden Zuid-Korea           |
| 1996 | Indonesië        | China            | Zuid-Korea Denemarken       |
| 1998 | China            | Indonesië        | Denemarken Zuid-Korea       |
| 2000 | China            | Denemarken       | Zuid-Korea Indonesië        |
| 2002 | China            | Zuid-Korea       | Nederland Hongkong          |
| 2004 | China            | Zuid-Korea       | Denemarken Japan            |
| 2006 | China            | Nederland        | Duitsland Chinees Taipei    |
| 2008 | China            | Indonesië        | Zuid-Korea Duitsland        |
| 2010 | Zuid-Korea       | China            | Japan Indonesië             |
| 2012 | China            | Zuid-Korea       | Thailand Japan              |
| 2014 | China            | Japan            | India Zuid-Korea            |
| 2016 | China            | Zuid-Korea       | India Japan                 |
| 2018 | Japan            | Thailand         | China Zuid-Korea            |

- China nam voor de Uber Cup van 1984 niet deel aan het toernooi.